# Heinrich Brömse (Politiker, 1440)

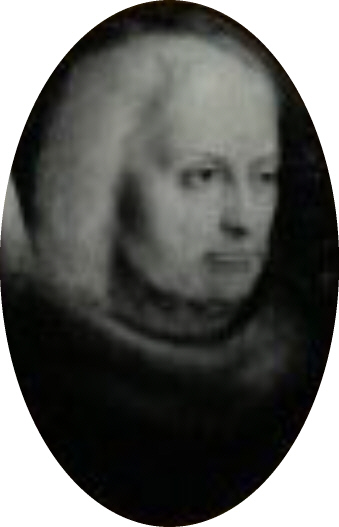
Heinrich Brömse, Ausschnitt aus dem Brömsen-Altar

Heinrich Brömse (* 1440 in Lüneburg; † 6. Juni 1502 in Lübeck) war ein deutscher Politiker und Bürgermeister der Hansestadt Lübeck.

## Leben
Brömse war Sohn des Lüneburger Ratsherrn Dietrich Brömse. Sein Studium der Rechte an der Universität Bologna schloss er als Lizentiat der Rechte ab.
Er kam 1466 nach Lübeck und wurde 1477 in Lübeck in den Rat der Stadt gewählt. 1487 wurde er einer ihrer Bürgermeister. Die sonst an Lob sparsame Lübeckische Ratslinie bemerkt zu ihm: Vir grandis doctus et eloquens.
1478 verhandelte er im Auftrag der Stadt mit Abgesandten des Rates der Schwesterstadt Hamburg in Oldesloe „in hansischen Angelegenheiten“ sowie 1484 mit dem Bischof von Ratzeburg Johannes V. von Berkentin, weil dieser Straßenräubern Unterschlupf gewährt hatte. 1487 soll er sich im Auftrage des Hansetages an der Formulierung eines Schreibens an Kaiser Friedrich III. beteiligt haben. Ferner vermittelte er in Mecklenburg zwischen der Stadt Rostock und Herzog Magnus II. von Mecklenburg-Schwerin in der „Rostocker Domfehde“.
Brömse wohnte in dem Haus Königstraße 9 nahe der Jakobikirche, welches er 1478 erworben hatte. Er wurde in der mit einer Kommende ausgestatteten Seitenkapelle dieser Kirche bestattet. Der aus seinem Nachlass gestiftete Altar der Brömsen-Kapelle besteht im Mittelteil aus Reliefs aus Baumberger Sandstein, die früher als Arbeit von Heinrich Brabender, heute als von Evert van Roden angesehen werden. Es ist der einzige Nebenaltar des Spätmittelalters, der in St. Jakobi verblieben ist. Der Altar zeigt in auf das Jahr 1515 datierten Gemälden auf den Flügeln die gesamte Familie des Bürgermeisters Heinrich Brömse. Die kleineren Klappengemälde am oberen Mittelteil werden Johann von Soest oder aber auch dem ihm nahestehenden Meister von 1489 zugeschrieben. Die Kapelle in der Jakobikirche ging im Zuge der Erbteilung auf seinen Sohn, den späteren Lübecker Bürgermeister Nikolaus Brömse, über, der auch das Haus erhielt.

## Familie

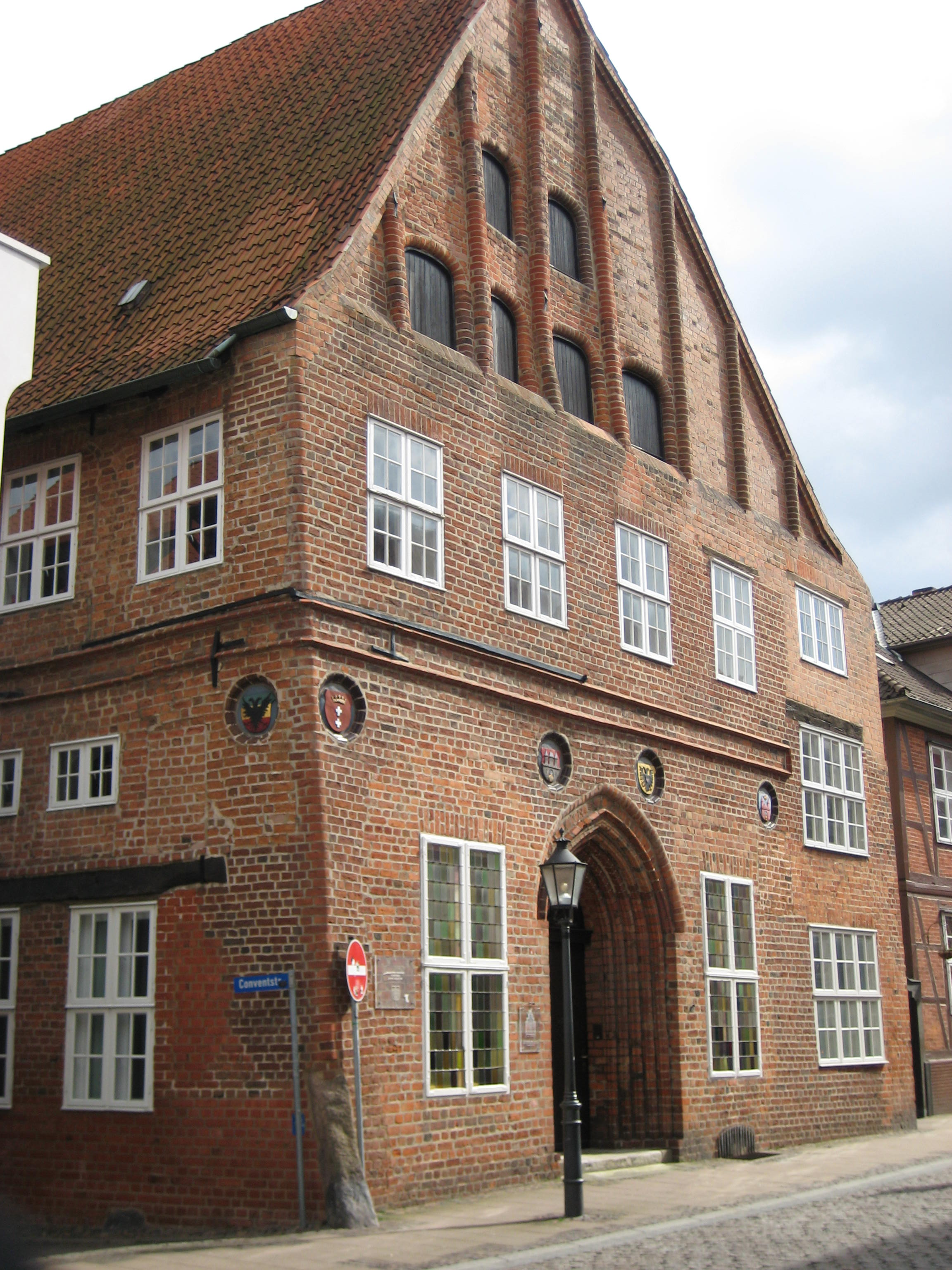
Stammhaus der Familie Brömse in Lüneburg

Heinrich Brömse war verheiratet mit Elisabeth Westfal († 1495), der Tochter des Lübecker Bürgermeisters Johann Westfal. Das Paar hatte elf Kinder, von denen neun das Erwachsenenalter erreichten:
- Dietrich (1470–1508), 1506 Ratsherr.
- Adelheid (Taleke) (1471–1538), trat vor 1496 in das St.-Johannis-Kloster ein; seit 1517 Äbtissin, gelang es ihr, unter Berufung auf die Reichsunmittelbarkeit des Klosters in der Reformationszeit seine Aufhebung abzuwenden.
- Gertrud (Geseke) († 1510) heiratete vor 1496 Thomas Lüneburg († 1498). Nach dessen frühem Tod heiratete sie den Revaler Jürgen Wowel. Ihre Tochter Elisabeth Lüneburg war mit Johann Stolterfoht verheiratet.
- Heinrich (1476–1542), studierte wie sein Vater Jura an der Universität Bologna, wo er 1502 zu einem der beiden Procuratoren der deutschen Nation gewählt wurde, und brachte es bis zur Stellung eines kaiserlichen Rats.
- Richel (~1477–1517) heiratete Johann Salige.
- Wilhelm (1478–1532) wurde 1494 als Lehrling bei der Zerstörung des Peterhofs in Nowgorod durch Iwan den Schrecklichen inhaftiert und kehrte erst zwei Jahre später nach Lübeck zurück. Nach dem Testament seines Vaters übernahm er als Sülfmeister die der Familie gehörenden Anteile der Lüneburger Saline. 1525 wurde er Mitglied der Zirkelgesellschaft.
- Nikolaus (Geburtsjahr unbekannt), 1514 Ratsherr, war der bedeutendste Vertreter der konservativen Ratspartei in den Wirren der Reformationszeit und Gegenspieler Jürgen Wullenwevers.
- Georg († vor 1529) immatrikulierte sich 1500 in Rostock.[2] 1521 war er Ältermann am Stalhof in London.
- Anton († 1519 in Reval).

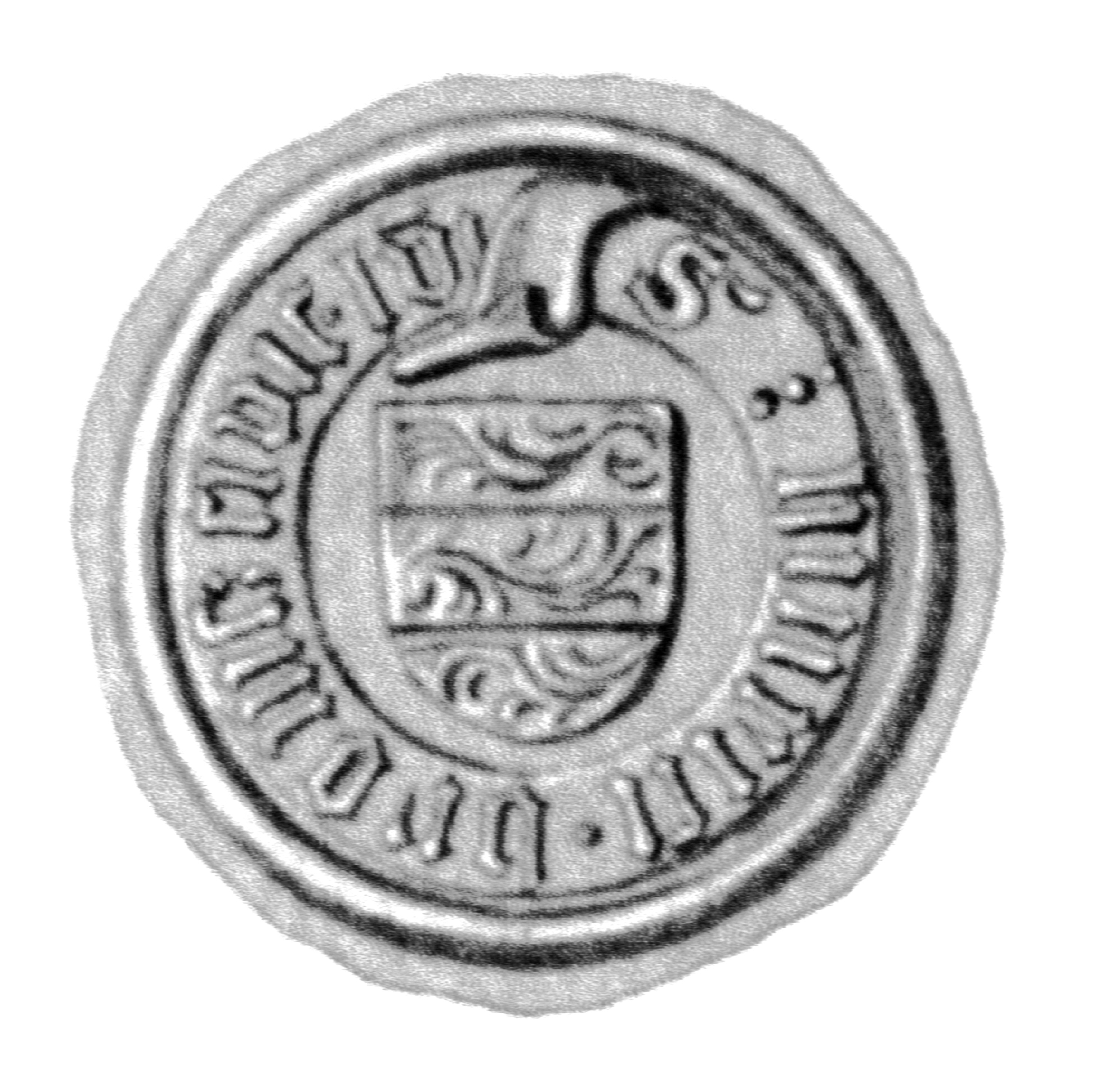
Siegel des Heinrich Brömse (um 1478)
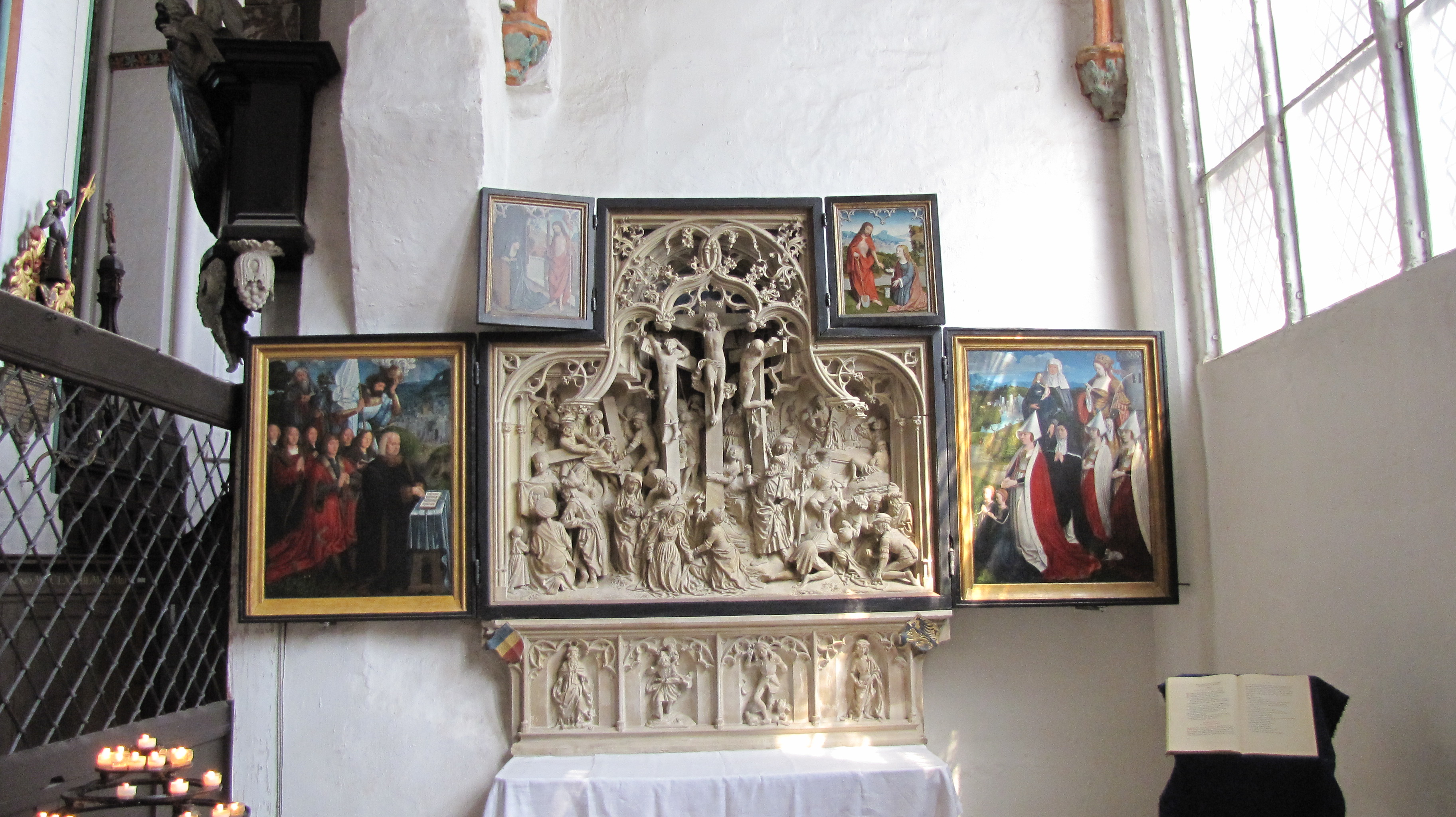
Brömsenaltar
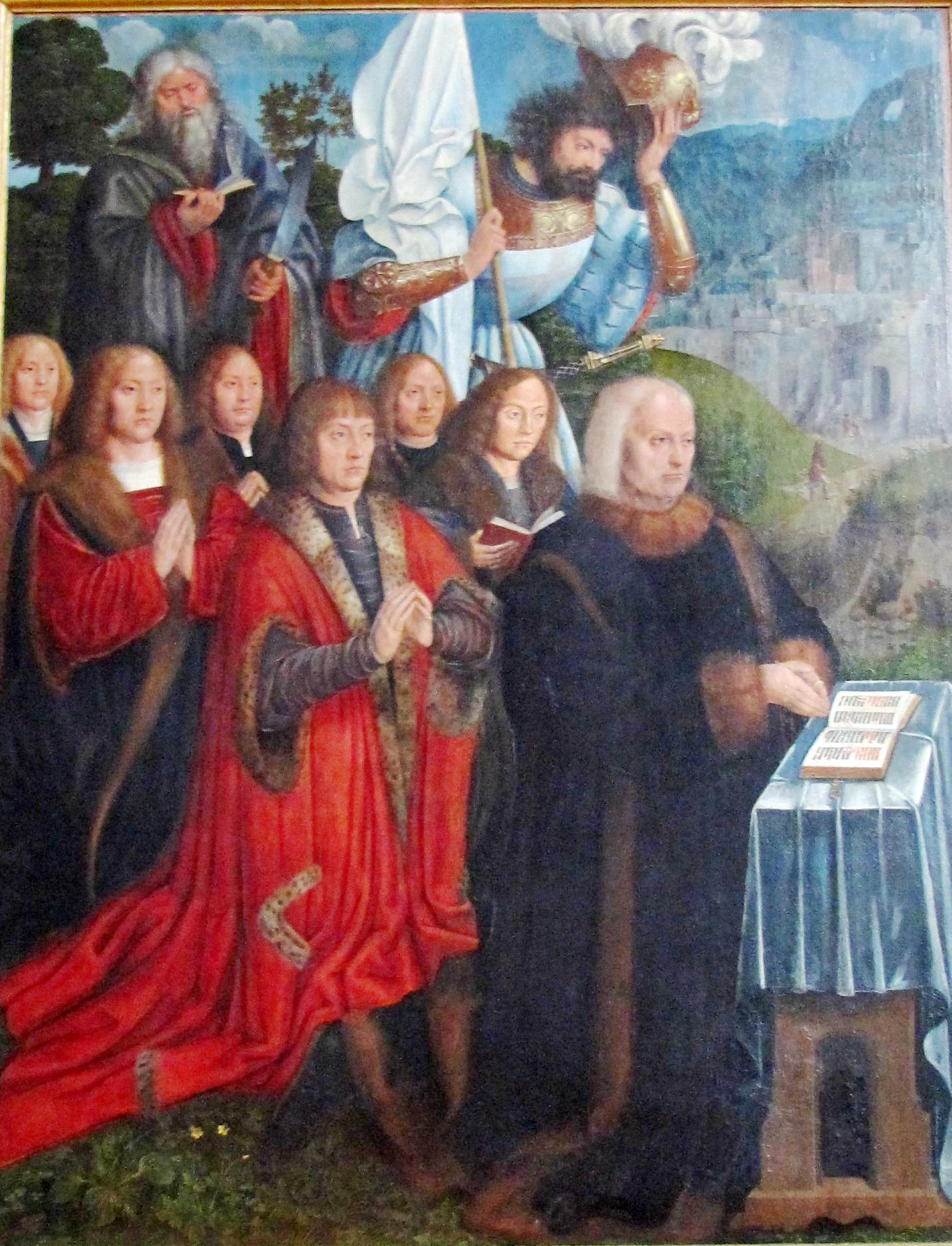
Heinrich Brömse und seine Söhne
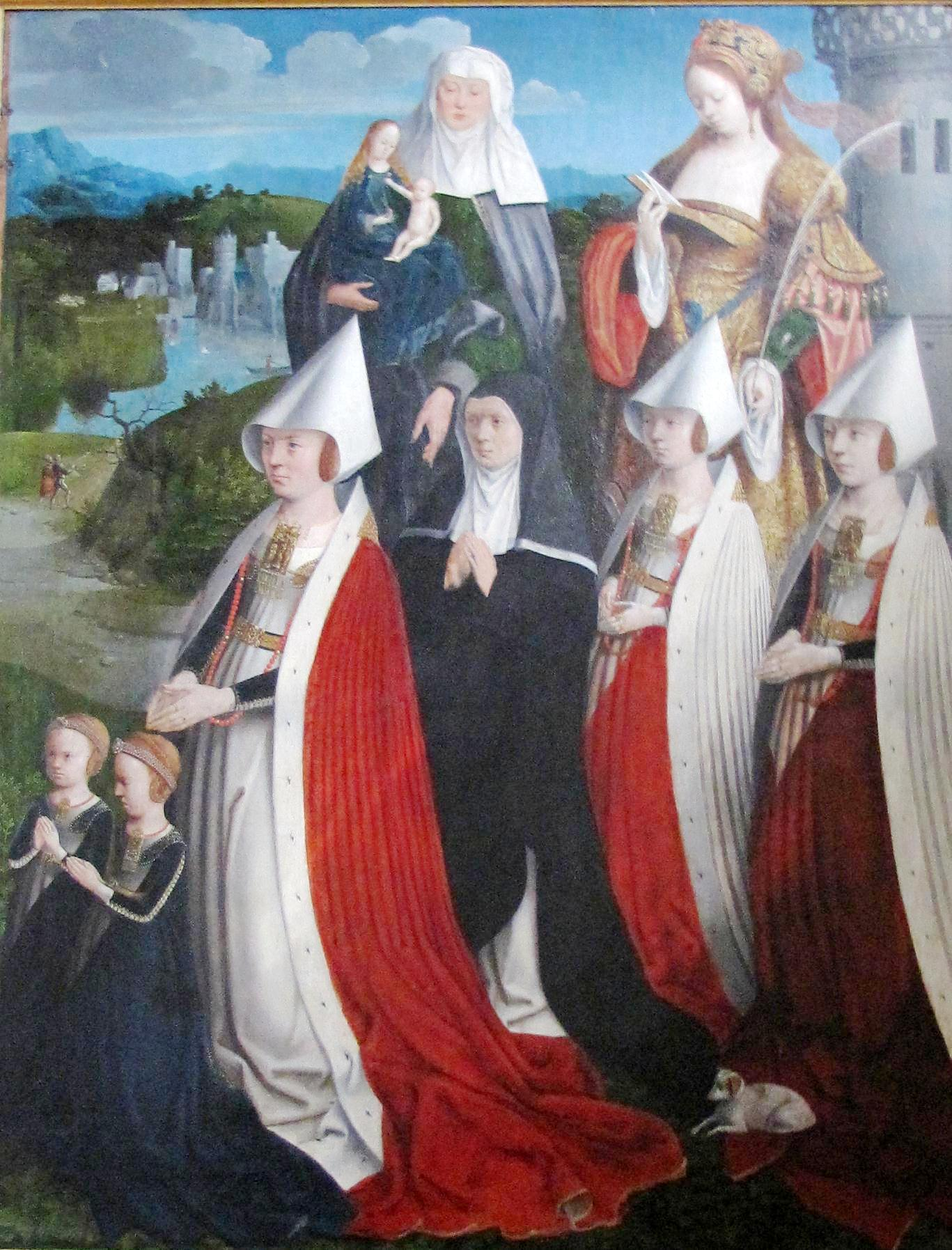
Elisabeth Brömse und ihre Töchter